# Mistrzostwa Europy w Judo 1967
16. Mistrzostwa Europy w Judo odbyły się w dniach 11 – 13 maja 1967 roku w Rzymie. Zawody odbyły się na terenie hali Palazzetto dello Sport.

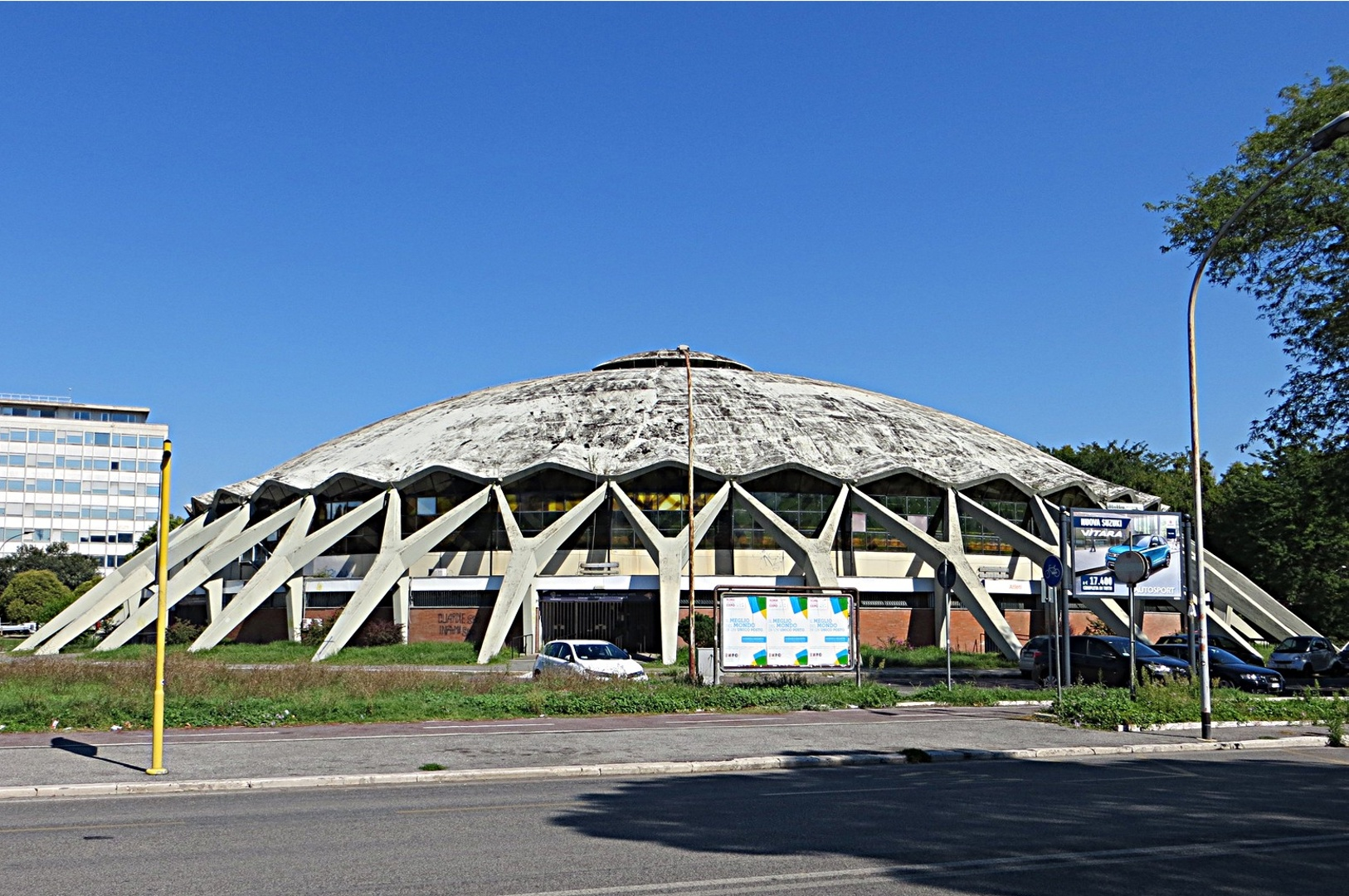
Hala

## Klasyfikacja medalowa
| Miejsce | Państwo         |   |   |    | Razem |
| ------- | --------------- | - | - | -- | ----- |
| 1       | ZSRR            | 2 | 2 | 4  | 8     |
| 2       | Holandia        | 2 | 1 | 3  | 5     |
| 3       | Francja         | 1 | 2 | 1  | 4     |
| 4       | NRD             | 1 | 0 | 3  | 4     |
| 5       | RFN             | 1 | 0 | 0  | 1     |
| 6       | Wielka Brytania | 0 | 1 | 3  | 4     |
| 7       | Belgia          | 0 | 1 | 0  | 1     |
| Razem   | Razem           | 7 | 7 | 14 | 28    |

## Medaliści

### Mężczyźni
| Konkurencja: | Złoto:                                                                            | Srebro:                                                                                    | Brąz: |
| −63kg        | Siergiej Suslin                                                                   | Gustaaf Lauwereins                                                                         | George Glass Nickolay Kozitsky |
| −70kg        | Armand Desmet                                                                     | Eddy van der Pol                                                                           | Joachim Schröder Tonny Jonkman |
| −80kg        | Vladimir Pokataev                                                                 | George Kerr                                                                                | Brian Jacks Patrick Clement |
| −93kg        | Peter Herrmann                                                                    | Pierre Albertini                                                                           | Boris Mischenko Ray Ross |
| ponad 93 kg  | Wim Ruska                                                                         | Anzor Kibrotsashvili                                                                       | Klaus Hennig Vasily Usik |
| Open         | Anton Geesink                                                                     | Anzor Kiknadze                                                                             | Wim Ruska Klaus Hennig |
| Drużynowo    | Harry Utzat · Gerd Egger · Ferdinand Miebach · Peter Herrmann · Klaus Glahn · NRD | Serge Feist · Armand Desmet · Patrick Clement · Pierre Albertini · Georges Gress · Francja | Siergiej Suslin · Oleg Stepanov · Anatoli Bondarenko · Anatoly Yudin · Anzor Kiknadze · ZSRR · Jan Gietelinck · Tony Jonkman · Martin Poglajen · Peter Snijders · Anton Geesink · Holandia |